# De l'autre côté (série télévisée)
Pour les articles homonymes, voir De l'autre côté.
De l'autre côté (Just Beyond) est une série d'anthologies de comédie d'horreur américaine créée par Seth Grahame-Smith pour Disney+.
La série est adaptée des Romans Graphiques créé par Robert Lawrence Stine édité par Boom! Studios. La première diffusion fut a partir du 13 octobre 2021, avec 8 épisodes.

## Fiche technique
- Titre original : Just Beyond
- Titre français : De l'autre côté
- Créateur : Seth Grahame-Smith
- Musique : Carlos Rafael Rivera
- Pays d'origine : États-Unis
- Date de première diffusion : 2021

## Distribution

### Épisode 1
- Mckenna Grace (VF : Anaïs Delva) : Veronica Vanderhall
- Nasim Pedrad (VF : Marie-Eve Dufresne) : Miss Evelyn Genevieve
- Leeann Ross (VF : Marion Koen) : Claire Driscoll
- Lauren Lindsey Donzis (VF : Margaux Maillet) : Heather Corbett

### Épisode 2
- Gabriel Bateman (VF : Benjamin Bollen) : Jack
- Tim Heidecker : Dale
- Riki Lindhome (VF : Sybille Tureau) : Bonnie
- Henry Thomas (VF : Emmanuel Gradi) : Crazy Chris

### Épisode 3
- Rachel Marsh : Fiona
- Kenny Alfonso : Père de Fiona
- Elizabeth Pan : Mère de Fiona
- Jy Prishkulnik (VF : Adeline Chetail) : Luna
- Sarah Borne (VF : Marie Nonnenmacher) : Madison
- Phil LaMarr : Black Cat
- David Lengel (VF : Thibaut Lacour) : Mr. Barnett
- Hannah Kepple (VF : Noémie Bianco) : Lianne

### Épisode 4
- Sally Pressman (VF : Magali Rosenzweig) : Brook
- Megan Stott (VF : Charlotte Hervieux) : Olivia
- Elisha Henig : Graham
- Marcelle LeBlanc (VF : Myrddrina Antoni) : Jade
- Camryn Jade (VF : Marion Aranda) : Chloe
- Max Bickelhaup : The Squeamber

### Épisode 5
- Izabela Vidovic (VF : Karine Foviau) : Lily
- Christine Ko (VF : Nathalie Spitzer) : Ms. Fausse
- Jordan Sherley (VF : Jessie Lambotte) : Carmen
- Leela Owen (VF : Kaïna Blada) : Harper
- Connor Christie (VF : Guillaume Pevée) : Ben

### Épisode 6
- Lexi Underwood (VF : Esthèle Dumand (dialogues) / Kaïna Blada (chant)) : Ella
- Kate Baldwin (VF : Annie Le Youdec) : Vivian
- Ben Gleib (VF : François Raison) : Oscar
- Jackson Geach : Raymond
- Emily Marie Palmer : Rosie
- Claire Andres : Zoe

### Épisode 7
- Cyrus Arnold (VF : Erwan Tostain) : Trevor
- Logan Gray : Little Trevor
- Smera Chandan (VF : Clotilde Verry) : Maria
- Spencer Fitgerald (VF : Jean-Cyprien Chenberg) : Bully Sidekick
- Henry Shepherd : Evan Burger

### Épisode 8
- Malcolm Barrett (VF : Mohad Sanou) : Andy
- Christine Adams (VF : Christine Braconnier) : Jenny
- Jack Gore (VF : Oscar Douieb) : Mason
- Cedric Joe (VF : Geoffrey Loval) : Sam

 Source et légende : version française (VF) sur RS Doublage